# Lorenzo Ortíz
Lorenzo Ortíz fue un político peruano. 
Fue elegido por la provincia de Tinta como miembro de la Convención Nacional de 1833 que expidió la Constitución Política de la República Peruana de 1834, la cuarta de la historia del país.  
En 1843 ocupó el cargo de subprefecto de la provincia de Canchis siendo enjuiciado por el estado por deudas a la tesorería departamental por un total de 1507 pesos.